# Port lotniczy Pekin-Daxing
Port lotniczy Pekin-Daxing (chiń. 北京大兴国际机场; pinyin Běijīng Dàxīng Guójì Jīchǎng; IATA: PKX, ICAO: ZBAD) – lotnisko zlokalizowane na granicy Pekinu i miasta Langfang (prowincja Hebei) w Chinach. Jest drugim międzynarodowym lotniskiem w Pekinie. Na czerwiec 2019 roku planowane było ukończenie budowy terminalu. Otwarcie portu nastąpiło 25 września 2019 roku.
Obiekt jest głównym międzynarodowym lotniskiem przesiadkowym na terenie północnych Chin. Lotnisko ma 4 pasy startowe, 268 miejsc dla postoju samolotów, obszar terminalu wynosi 700 000 m², co pozwala na przyjęcie ponad 100 mln pasażerów rocznie. Ma być największym na świecie portem lotniczym. Docelowo obiekt ma mieć 7 pasów startowych, dzięki czemu w ciągu roku liczba operacji lotniczych ma wynieść ok. 620 000.
Rozbudowany terminal w Pekinie-Daxingu będzie mógł konkurować, pod względem liczby odprawionych rocznie pasażerów, z portem Hartsfield–Jackson w Atlancie w Stanach Zjednoczonych. Projekt chińskiego lotniska przygotowała brytyjska architektka Zaha Hadid. Koszty budowy stołecznego lotniska mogą sięgnąć 12 mld USD.
Lotnisko jest oddalone 46 kilometrów od placu Tian’anmen, 67 kilometrów od drugiego stołecznego portu międzynarodowego. Pekin-Daxing będzie obsługiwać linie należące do sojuszu SkyTeam, a linie tworzące Star Alliance będą korzystać z dotychczasowego lotniska w Pekinie.
Według urzędu lotnictwa cywilnego Chin w latach 2011–2018 roczny wzrost liczby pasażerów obsługiwanych przez chińskie lotniska wyniósł średnio 10,6% (średnia światowa: 8,2%). Gdy ruch pasażerski przejmie nowe pekińskie lotnisko, port lotniczy Pekin-Nanyuan zostanie zamknięty.

## Transport

### Międzymiastowe połączenia kolejowe

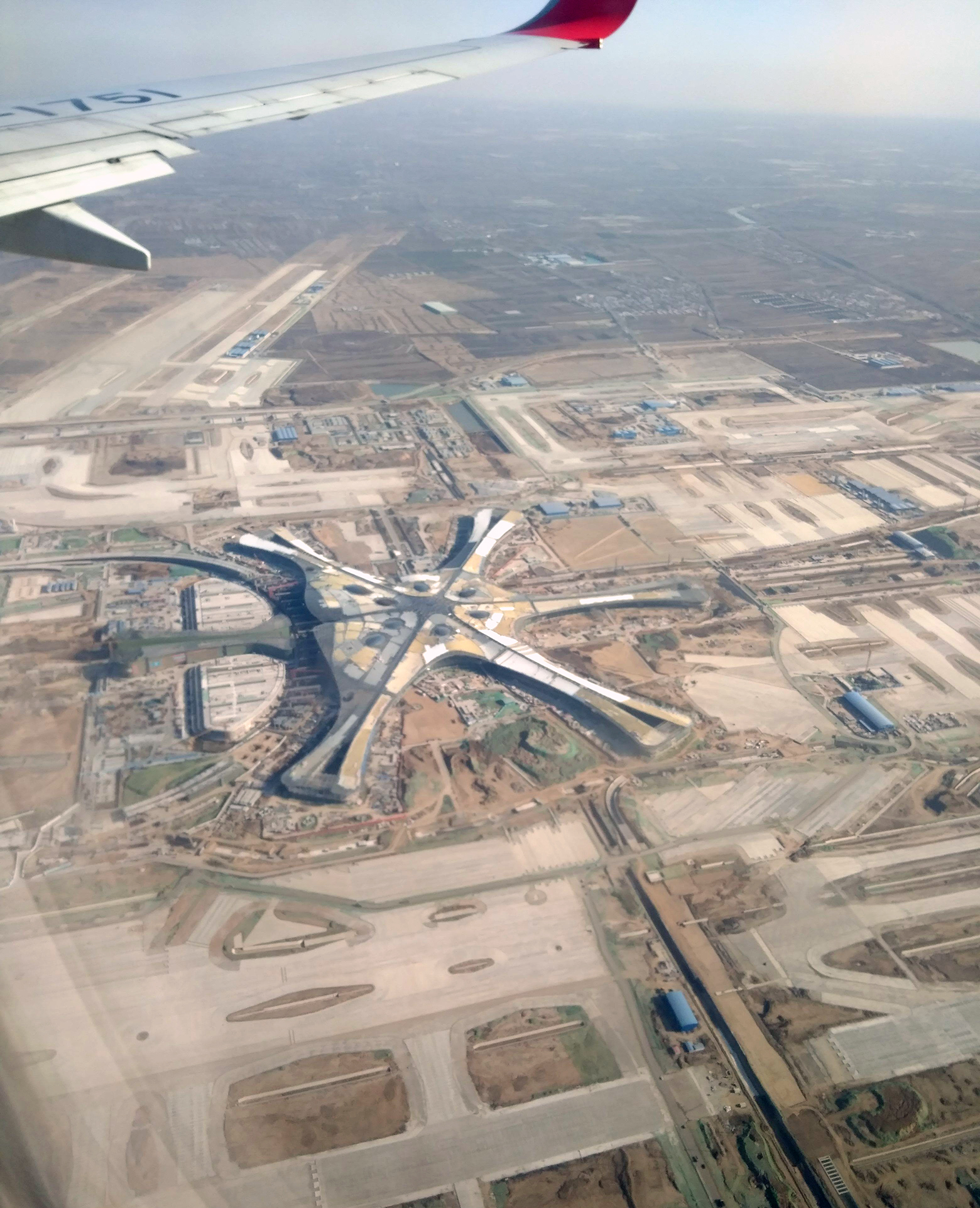
Terminal lotniska Pekin-Daxing (widok z lotu ptaka).

Międzymiastowe połączenie Pekin–Xiong’an szybkiej kolei, którego budowę rozpoczęto w marcu 2018 roku, ma początek na stacji Pekin Zachodni. Kolej ta łączy zurbanizowany obszar Pekinu, stołeczną dzielnicę Daxing, nowy pekiński terminal, miasto Bazhou oraz Xiong’an. Na odcinku między lotniskiem a Pekinem pociągi mogą osiągnąć prędkość 250 km/h, a na odcinku pomiędzy lotniskiem a miastem Xiong’an można podróżować z prędkością 350 km/h, skracając czas jazdy między oboma miastami do ok. 30 minut, a trasę z Pekinu na lotnisko będzie można pokonać w ok. 11 minut. Uruchomienie ruchu kolejowego na odcinku z Pekinu do terminalu nastąpiło we wrzesień 2019 roku, natomiast z portu do Xiong’an pociągi ruszyły pod koniec 2020 roku.

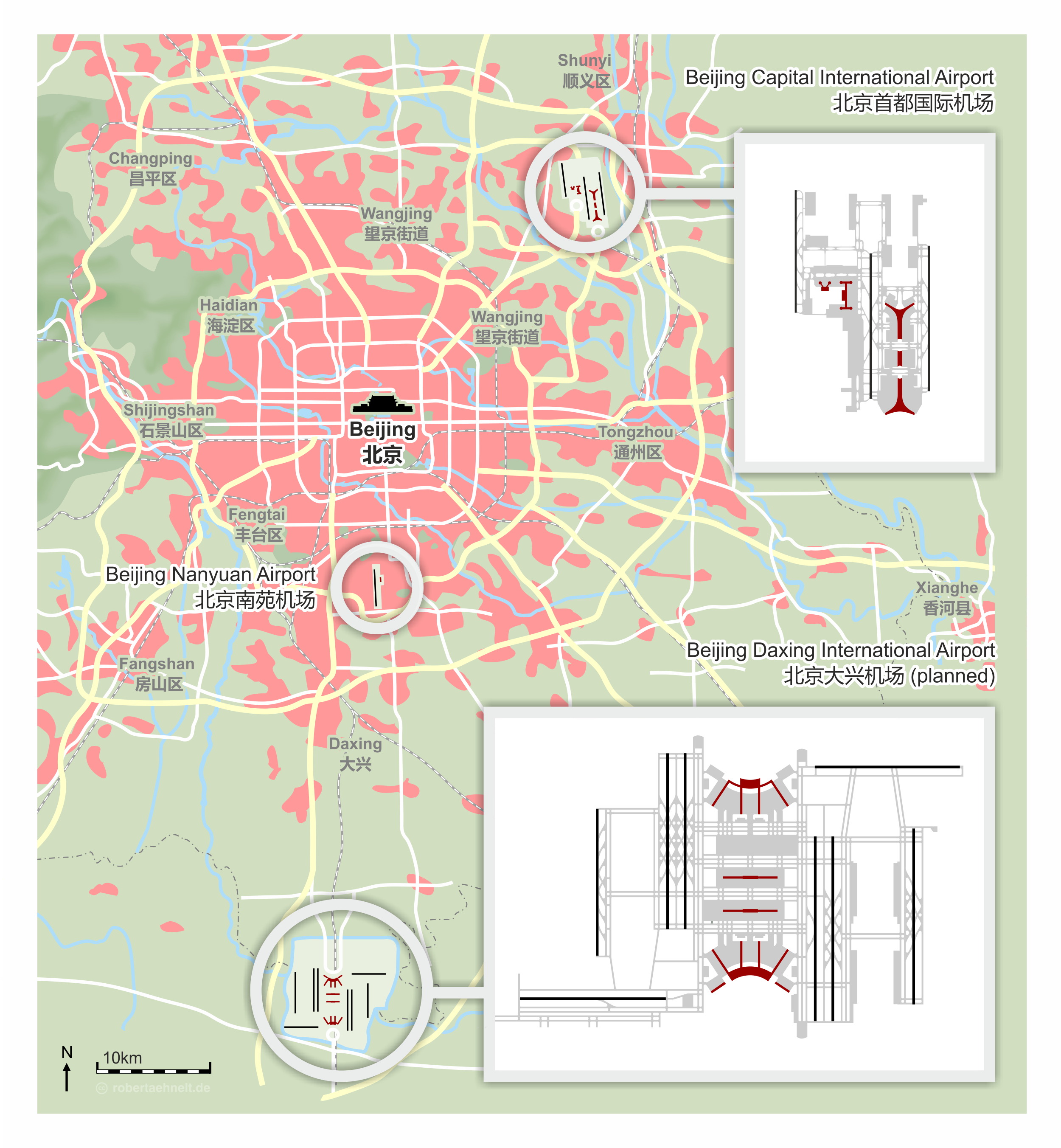
Port lotniczy Pekin i lotnisko Pekin-Daxing.

Pociągi kursują też na innej trasie, międzymiastowej linii kolejowej, która łączy Langfang, Yizhuang, pekińską dzielnicę Tongzhou oraz port lotniczy Pekin z nowym stołecznym lotniskiem.

### Metro
Linia Nowe Lotnisko, część stołecznego metra, która ma połączyć terminal ze zurbanizowanym obszarem Pekinu, jest w trakcie budowy. Odcinek ma być otwarty dla ruchu szynowego we wrześniu 2019 roku. Pociągi jeżdżące na tej linii będą mogły osiągać prędkość 160 km/h, dzięki czemu będzie to najszybszy odcinek miejskiego transportu kolejowego w Chinach. Podróż z południowego odcinka trzeciej obwodnicy Pekinu do nowego lotniska ma trwać 19 minut.

## Historia
Budowę drugiego międzynarodowego portu lotniczego dla Pekinu zaproponowano w 2008 roku. W 2012 roku port lotniczy Pekin działał na granicy nominalnej przepustowości.

### Pierwotne plany

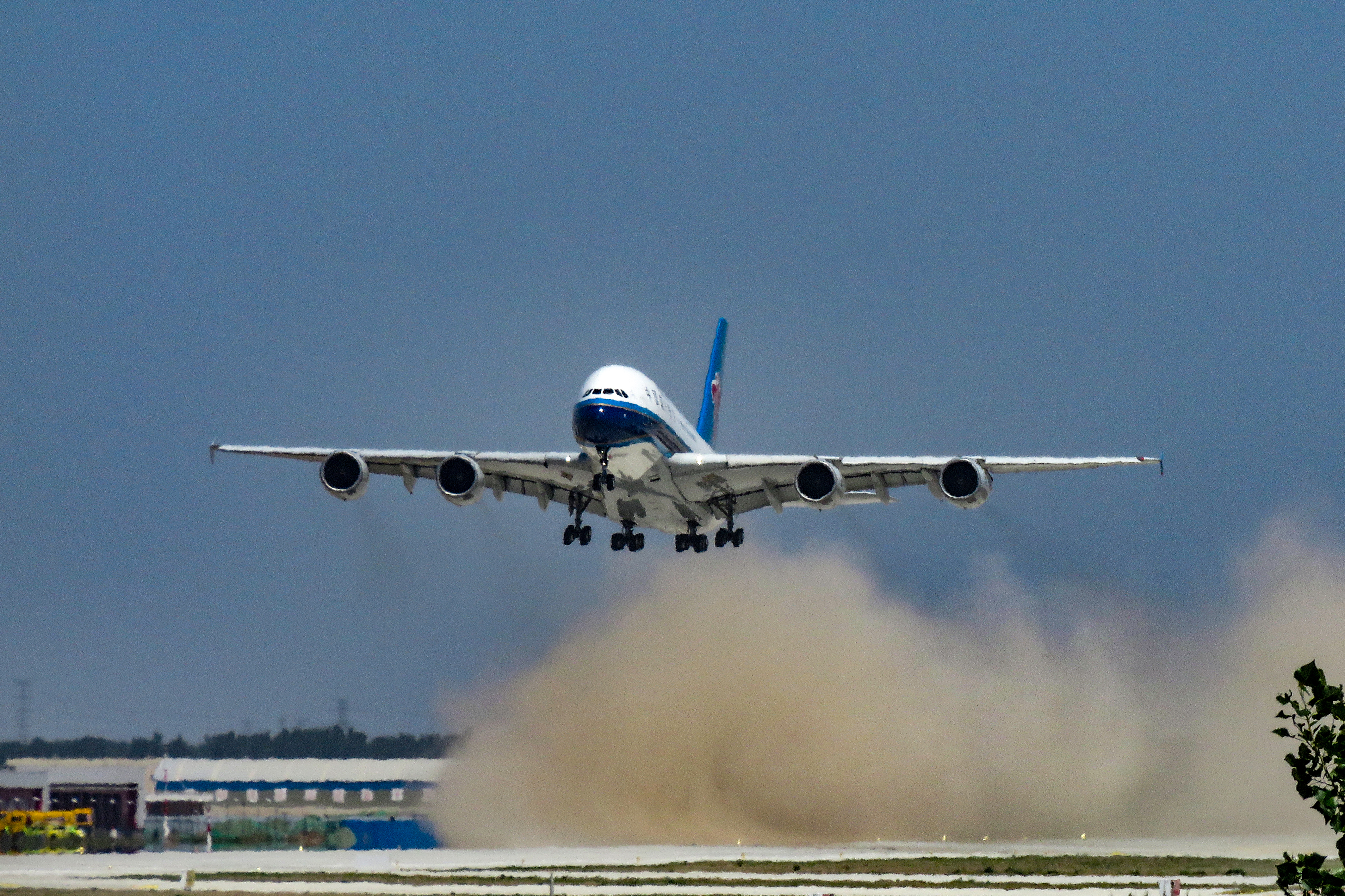
Startujący z PKX, należący do linii China Southern Airlines, samolot Airbus A380 (13 maja 2019).

We wrześniu 2011 roku, w pierwszych medialnych doniesieniach, pojawiły się informacje, że nowy terminal ma mieć 9 pasów startowych, z czego 8 na potrzeby cywilnych lotów, a 1 przeznaczony do celów wojskowych. Nowy port miał być uruchomiony by uzupełniać się z dotychczasowym terminalem międzynarodowym w stolicy (2013: 83 mln pasażerów).
Według planów docelowo ma być to największy port lotniczy w Chinach i na świecie. Zgodnie z informacjami podawanymi w mediach w 2011 roku lotnisko ma obsłużyć docelowo od 120 do 200 milionów pasażerów rocznie. Pekin-Daxing ma być największym na świecie portem lotniczym pod względem liczby obsłużonych pasażerów i ma wyprzedzić w tej klasyfikacji amerykańskie lotnisko Atlanta – Hartsfield-Jackson.

### Zatwierdzenie inwestycji

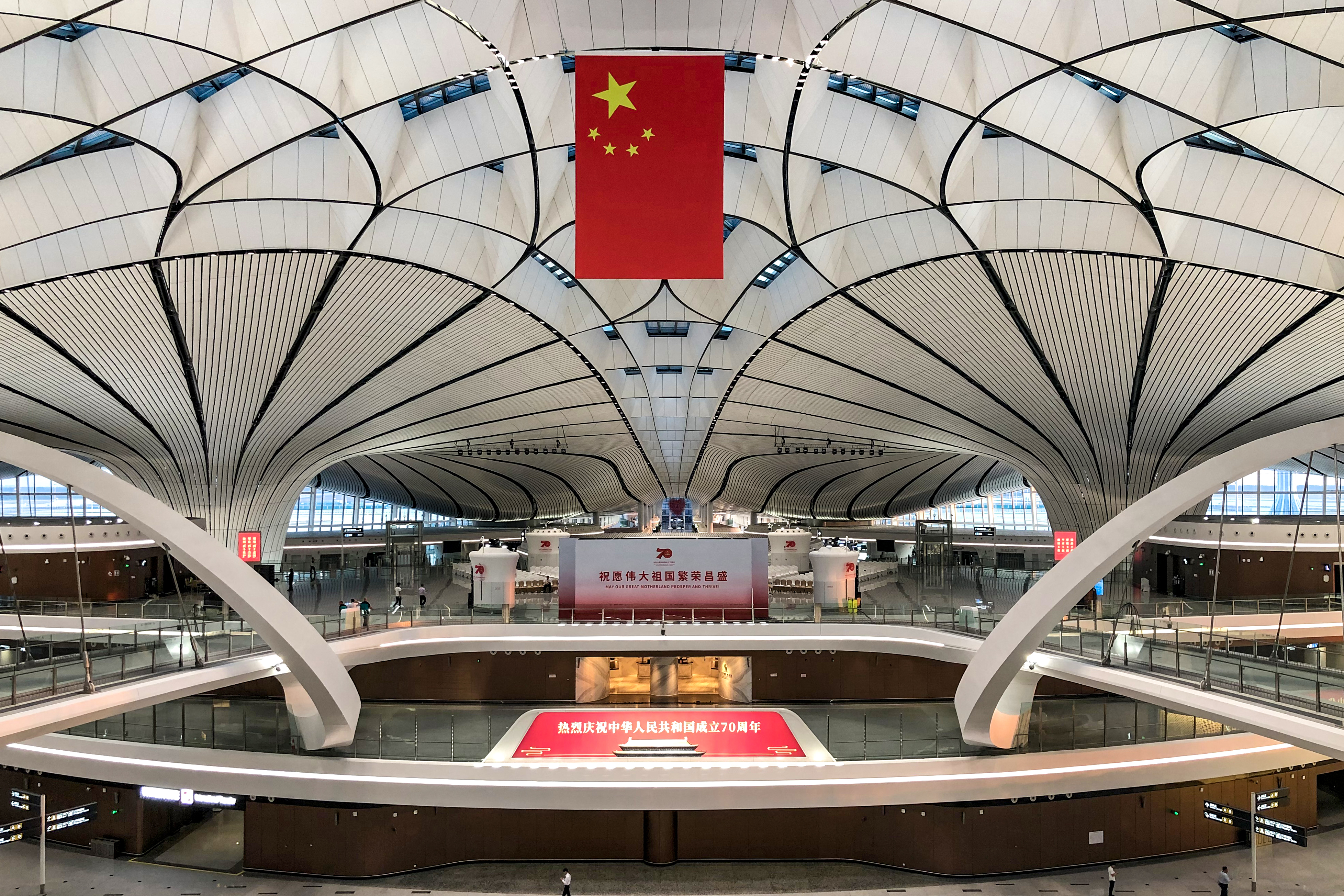
Hol, w którym odbyła się ceremonia otwarcia portu.

13 stycznia 2013 roku rzecznik pekińskiego lotniska podał do publicznej informacji, że chińska Rada Państwa wydała oficjalną zgodę na budowę nowego portu lotniczego, który według planów miał powstać w Daxing, południowej dzielnicy stolicy, przy granicy Pekinu z prowincją Hebei. Terminal miał mieć 7 pasów startowych: 6 na potrzeby lotów cywilnych oraz 1 do celów militarnych.
Według informacji podanych przez gazetę związaną z Chińską Administracją Lotnictwa Cywilnego (CAAC), zakrojona na dużą skalę budowa miała się rozpocząć w 2014 roku, a inwestycja miała być oddana do użytku przed końcem 2018 roku. Zgodnie z ówczesną koncepcją przed 2025 rokiem lotnisko miało przyjmować rocznie 70 mln pasażerów. Szacowany koszt inwestycji wynosić miał nie mniej niż 70 mld CNY (11,2 mld USD / 34,7 mld PLN).

## Linie lotnicze i połączenia
Lotnisko obsługiwane jest przez 35 linii lotniczych, które oferują bezpośrednie połączenia do 160 portów lotniczych w 23 krajach Azji i Europy:
| Linia lotnicza            | Kierunek |
| ------------------------- | --- |
| 9 Air                     | 1. Guangzhou |
| Aerofłot                  | 1. Irkuck 2. Krasnojarsk 3. Moskwa-Szeremetiewo 4. Władywostok |
| AirAsia                   | 1. Kota Kinabalu |
| AirAsia X                 | 1. Kuala Lumpur |
| Air China                 | 1. Bayannur 2. Bazhong 3. Changchun 4. Changsha 5. Chengdu-Tianfu 6. Chongqing 7. Daqing 8. Guangzhou 9. Guilin 10. Guiyang 11. Haikou 12. Hangzhou 13. Harbin 14. Jiamusi 15. Jieyang 16. Jingdezhen 17. Jinggangshan 18. Kunming 19. Lanzhou 20. Mianyang 21. Nanchang 22. Nankin 23. Nantong 24. Ningbo 25. Qiqihar 26. Quzhou 27. Szanghaj-Hongqiao 28. Szanghaj-Pudong 29. Shangrao 30. Shenyang 31. Shenzhen 32. Shiyan 33. Taizhou 34. Tongliao 35. Weihai 36. Wenzhou 37. Wuhai 38. Wuhan 39. Xiamen 40. Xi'an 41. Xilinhot 42. Yancheng 43. Yangzhou 44. Yanji 45. Yinchuan 46. Zhangjiajie 47. Zhuhai |
| Air Macau                 | 1. Makau |
| Air Travel                | 1. Changsha |
| Aurora                    | 1. Chabarowsk 2. Władywostok Sezonowo: 1. Jużnosachalińsk |
| Batik Air Malaysia        | 1. Kuala Lumpur (od 22 marca 2025) |
| Beijing Airlines          | 1. Yangzhou 2. Yibin 3. Yuncheng |
| Beijing Capital Airlines  | 1. Changsha 2. Chongqing 3. Haikou 4. Hangzhou 5. Jixi 6. Kunming 7. Lijiang 8. Male 9. Sanya 10. Sapporo-Chitose 11. Urumczi 12. Xiangxi 13. Xining 14. Xishuangbanna 15. Yinchuan 16. Yining 17. Yushu |
| Cambodia Airways          | 1. Phnom Penh |
| Chengdu Airlines          | 1. Chengdu-Shuangliu |
| China Eastern Airlines    | 1. Bangkok-Suvarnabhumi 2. Changzhou 3. Chengdu-Shuangliu 4. Chengdu-Tianfu 5. Chongqing 6. Dali 7. Dalian 8. Dunhuang 9. Enshi 10. Guangzhou 11. Haikou 12. Hangzhou 13. Hanoi 14. Harbin 15. Hefei 16. Hongkong 17. Jiagedaqi 18. Jiayuguan 19. Kuala Lumpur 20. Kunming 21. Lanzhou 22. Lincang 23. Linyi 24. Luoyang 25. Makau 26. Mang 27. Moskwa-Szeremetiewo 28. Nanchang 29. Nankin 30. Ningbo 31. Osaka-Kansai 32. Phú Quốc 33. Qianjiang 34. Qingdao 35. Qionghai 36. Sanya 37. Seul-Inczon 38. Szanghaj-Hongqiao 39. Szanghaj-Pudong 40. Shenzhen 41. Singapur 42. Tengchong 43. Tokio-Haneda 44. Urumczi 45. Wenzhou 46. Wuhan 47. Wuxi 48. Xiamen 49. Xi'an 50. Xining 51. Xishuangbanna 52. Yantai 53. Yinchuan 54. Zhanjiang 55. Zhaotong 56. Zhuhai |
| China Southern Airlines   | 1. Ałmaty 2. Altay 3. Amsterdam 4. Baise 5. Biszkek 6. Changchun 7. Changsha 8. Chengdu-Shuangliu 9. Chengdu-Tianfu 10. Chongqing 11. Dalian 12. Daqing 13. Dhaka 14. Ezhou 15. Fuzhou 16. Ganzhou 17. Guangzhou 18. Guilin 19. Guiyang 20. Haikou 21. Hangzhou 22. Harbin 23. Hefei 24. Heihe 25. Hongkong 26. Stambuł 27. Jieyang 28. Kaszgar 29. Korla 30. Kunming 31. Lanzhou 32. Londyn-Heathrow 33. Makau 34. Mohe 35. Moskwa-Szeremetiewo (powrót od 30 marca 2025) 36. Nanchong 37. Nanning 38. Ningbo 39. Osaka-Kansai 40. Quanzhou 41. Rijad 42. Sanya 43. Seul-Gimpo 44. Seul-Inczon 45. Szanghaj-Hongqiao 46. Szanghaj-Pudong 47. Shaoguan 48. Shenyang 49. Shenzhen 50. Taszkent 51. Teheran-Imam Khomeini (powrót od 3 marca 2025) 52. Tokio-Haneda 53. Urumczi 54. Wuhan 55. Wulong 56. Xiamen 57. Xi'an 58. Yinchuan 59. Yiwu 60. Yutian 61. Zhuhai 62. Zunyi Sezonowo: 1. Melbourne 2. Sydney |
| China United Airlines     | 1. Ankang 2. Anshun 3. Arxan 4. Baicheng 5. Beihai 6. Bijie 7. Baishan 8. Chengdu-Tianfu 9. Chenzhou 10. Chizhou 11. Dongying 12. Erenhot 13. Foshan 14. Fuzhou 15. Haikou 16. Hulun Buir 17. Hangzhou 18. Hanzhong 19. Harbin 20. Zhijiang 21. Huizhou 22. Jieyang 23. Jingzhou 24. Kunming 25. Kuqa 26. Lanzhou 27. Longyan 28. Lüliang 29. Manzhouli 30. Ningbo 31. Ordos 32. Osaka-Kansai (od 30 marca 2025) 33. Qionghai 34. Qiqihar 35. Quanzhou 36. Szanghaj-Hongqiao 37. Szanghaj-Pudong 38. Shenzhen 39. Songyuan 40. Tongren 41. Turfan 42. Ulanhot 43. Urumczi 44. Wientian 45. Władywostok 46. Wenzhou 47. Wudalianchi 48. Wuhu 49. Wuzhou 50. Xiamen 51. Xilinhot 52. Xingyi 53. Yanji 54. Yichun 55. Yongzhou 56. Yulin 57. Zhangye 58. Zhanjiang 59. Zhoushan 60. Zhuhai |
| Chongqing Airlines        | 1. Chongqing 2. Diqing |
| Colorful Guizhou Airlines | 1. Guiyang |
| Dalian Airlines           | 1. Dalian |
| Donghai Airlines          | 1. Changzhi 2. Shenzhen 3. Yichang |
| Etihad Airways            | 1. Abu Zabi |
| Hebei Airlines            | 1. Changsha 2. Chengdu-Tianfu 3. Chongqing 4. Guilin 5. Guiyang 6. Guyuan 7. Jinchang 8. Lanzhou 9. Longnan 10. Nanning 11. Nantong 12. Ningbo 13. Qingyang 14. Quanzhou 15. Xi'an 16. Yinchuan 17. Zhalantun 18. Zhanjiang 19. Zunyi |
| Himalaya Airlines         | 1. Katmandu |
| HK Express                | 1. Hongkong |
| Hong Kong Airlines        | 1. Hongkong |
| Hunnu Air                 | 1. Ułan Bator |
| Jeju Air                  | 1. Jeju |
| Jiangxi Air               | 1. Nanchang |
| Juneyao Airlines          | 1. Jeju 2. Nagoja-Centrair 3. Osaka-Kansai 4. Szanghaj-Hongqiao |
| Malaysia Airlines         | 1. Kuala Lumpur |
| Qatar Airways             | 1. Doha |
| Qingdao Airlines          | 1. Xichang 2. Xishuangbanna |
| Royal Air Maroc           | 1. Casablanca |
| Royal Air Philippines     | Czartery: 1. Kalibo |
| S7 Airlines               | 1. Irkuck 2. Nowosybirsk 3. Władywostok |
| Saudia                    | 1. Dammam 2. Dżudda 3. Rijad |
| SereneAir                 | 1. Islamabad |
| Shanghai Airlines         | 1. Szanghaj-Hongqiao |
| Singapore Airlines        | 1. Singapur |
| Spring Airlines           | 1. Jeju |
| Thai AirAsia              | 1. Bangkok-Don Muang |
| Thai Lion Air             | 1. Bangkok-Don Muang |
| Thai VietJet Air          | 1. Bangkok-Suvarnabhumi |
| T’way Air                 | 1. Seul-Inczon |
| Ural Airlines             | 1. Irkuck 2. Jekaterynburg 3. Władywostok |
| VietJet Air               | 1. Hanoi (od 1 kwietnia 2025) 2. Ho Chi Minh (od 30 marca 2025) |

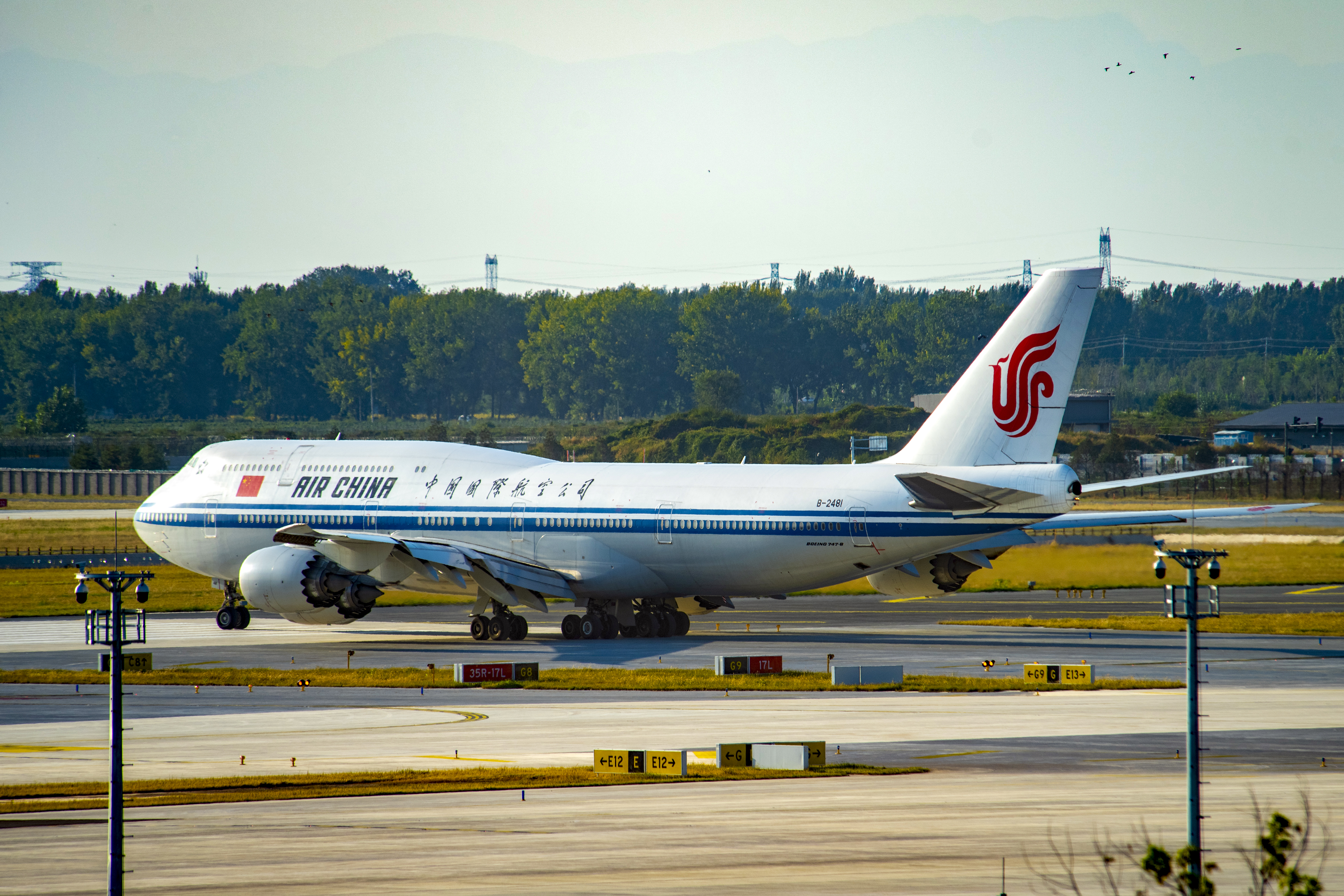
Samolot linii Air China na płycie lotniska Daxing (przygotowywany do wewnątrzpaństwowego lotu do miasta Chengdu; 1. dzień lotów pasażerskich na PKX).

| Vietnam Airlines          | 1. Hanoi 2. Ho Chi Minh |
| Xiamen Air                | 1. Changsha 2. Chongqing 3. Doha 4. Fuzhou 5. Haikou 6. Hangzhou 7. Jiayuguan 8. Luzhou 9. Quanzhou 10. Sanming 11. Sanya 12. Szanghaj-Pudong 13. Shenzhen 14. Urumczi 15. Wientian 16. Wuyishan 17. Xiamen 18. Yinchuan |